# Tekrur
Tekrur o Takrur è stato un regno situato lungo il basso corso del fiume Senegal (odierni Senegal e Mauritania) in Africa occidentale, e esistito con alterne fortune tra il IV e il XIV secolo dopo Cristo. Fu il primo stato organizzato del popolo nomade dei Fulani, che arrivarono in seguito, grazie alle migrazioni e ai jihad, a controllare buona parte del Sahel nel corso del XIX secolo, prima dell'avvento del colonialismo. In realtà il regno era caratterizzato da una popolazione multietnica, e accanto alla predominante etnia fulani, vi erano probabilmente elementi serer, wolof, soninke e berberi.
Il regno coesistette più o meno pacificamente con l'Impero del Ghana (IV-XI secolo) mentre fu ridotto a uno stato di vassallaggio durante il successivo impero del Mali (XII-XIV secolo). Con la disgregazione di quest'ultimo, Tekrur fu infine conquistato dall'Impero Wolof (1456).
Dal nome del regno deriva probabilmente l'etnonimo francese della successiva popolazione dei Toucouleur.

## Cronologia
La storia del Tekrur è scarsamente attestata da fonti scritte ed è pertanto difficile da ricostruire. Di seguito la cronologia proposta da Oumar Kane, basata essenzialmente su tradizioni orali, e pertanto suscettibile di errori o imprecisioni:
| Anni      | Eventi                                                      |
| --------- | ----------------------------------------------------------- |
| 508-720   | dinastia Dya'ogo (etnia incerta)                            |
| 720-826   | dinastia Tonjon (serer)                                     |
| 826-1082  | dinastia Manna (soninke)                                    |
| 1035      | adozione dell'Islam da parte del re War Jabi                |
| 1086      | partecipazione del Tekrur alla Battaglia di al-Zallaqa      |
| 1082-1122 | dinastia Laam Taaga (berbera)                               |
| 1122-1456 | dinasta Laam Termess (fulani)                               |
| 1285-1456 | riduzione a vassallaggio da parte dell'Impero del Mali      |
| 1456-1506 | Tekrur parte dell'Impero Wolof                              |
| 1506-1526 | guerra civile                                               |
| 1520-1    | invasione di Koli Tenguella                                 |
| 1526      | Koli Tenguella stabilisce nella regione il regno di Denanke |